# Истопочная
Истопочная — деревня в Верховажском районе Вологодской области. Входит в состав Нижне-Важского сельского поселения (до 2015 года входила в Наумовское сельское поселение), с точки зрения административно-территориального деления — в Наумовский сельсовет.
Расположена на левом берегу Сивчуги в 5 км от границы с Архангельской областью, в 13-14 км к востоку от Наумихи и Верховажья, в 215 км к северо-востоку от Вологды. Находится в скоплении деревень вблизи деревни Безымянная на участке открытой местности среди лесов на севере области. Рядом в радиусе 1 км расположены также малые деревни Звеглевицы и Горка.

Через деревню проходит автодорога Верховажье (М8) — Феклуха.
| 2010 |
| ---- |
| 9    |

По переписи 2002 года население составляло 17 человек.